# Hydrozetes confervae
Hydrozetes confervae är en kvalsterart som först beskrevs av Schrank 1781.  Hydrozetes confervae ingår i släktet Hydrozetes och familjen Hydrozetidae. Arten är reproducerande i Sverige. Inga underarter finns listade i Catalogue of Life.